# 小行星8148
小行星8148（8148 Golding）是一颗围绕太阳公转的小行星。1985年2月15日，亨利·德波鸿诺在拉西拉天文台发现了此天体。
这颗小行星的绝对星等为190.18085等。